# Liste de labels de heavy metal
Voici une liste de labels de heavy metal, classés par ordre alphabétique.
- Haut – A
- B
- C
- D
- E
- F
- G
- H
- I
- J
- K
- L
- M
- N
- O
- P
- Q
- R
- S
- T
- U
- V
- W
- X
- Y
- Z

## A
| Les Acteurs de l'Ombre Productions | France      |
| Adipocere                          | France      |
| AFM                                | Allemagne   |
| Agonia                             | Pologne     |
| Ascendance                         | Royaume-Uni |

## B
| Black Lotus             | Grèce       |
| Black Market Activities | États-Unis  |
| Bronze                  | Royaume-Uni |

## C
| Cacophonous    | Royaume-Uni |
| Candlelight    | Royaume-Uni |
| Century Media, | Allemagne   |
| Cogumelo       | Brésil      |
| Combat,        | États-Unis  |

## D
| Dooweet Records       | France    |
| Drakkar Entertainment | Allemagne |
| Drakkar Productions   | France    |

## E
| Earache, | Royaume-Uni |
| The End  | États-Unis  |
| Epitaph  | États-Unis  |

## F
| Ferret Music | États-Unis |
| Frontiers    | Italie     |

## G
| Galy | Canada    |
| GUN  | Allemagne |

## H
| Holy       | France     |
| Hydra Head | États-Unis |

## I
| Indie           | Norvège    |
| InsideOut Music | Allemagne  |
| Ipecac          | États-Unis |

## L
| Lifeforce  | Allemagne |
| Listenable | France    |

## M
| Massacre            | Allemagne   |
| Megaforce,          | États-Unis  |
| Metal Blade,        | États-Unis  |
| Moonfog Productions | Norvège     |
| Music for Nations   | Royaume-Uni |

## N
| Napalm          | Autriche   |
| Neurot          | États-Unis |
| New Renaissance | États-Unis |
| Noise           | Allemagne  |
| No Remorse      | Grèce      |
| Nuclear Blast,  | Allemagne  |

## O
| Oaken Shield        | France |
| Osmose Productions, | France |

## P
| Pagan      | Pologne     |
| Peaceville | Royaume-Uni |
| Prosthetic | États-Unis  |

## R
| Regain      | Suède       |
| Relapse,    | États-Unis  |
| Rise        | États-Unis  |
| Rise Above  | Royaume-Uni |
| Roadrunner, | Pays-Bas    |

## S
| Season of Mist | France     |
| Sleaszy Rider  | Grèce      |
| Solid State    | États-Unis |
| Southern Lord  | États-Unis |
| Spinefarm      | Finlande   |
| Sumerian       | États-Unis |

## V
| Ván     | Allemagne  |
| Victory | États-Unis |

## W
| Willowtip | États-Unis |

## X
| Xtreem Music | Espagne |